# 國道34號 (阿根廷)
國道34號（西班牙語：Ruta Nacional 34），正式名稱為圭梅斯將軍公路走廊國道34號（Ruta Nacional n.º 34 Carretera "General Martín Miguel de Güemes"），是阿根廷的一條國道，全長1,488公里。
道路南起該國第三大城市羅薩里奧，北至與玻利維亞接壤的薩爾塔省的薩爾瓦多馬扎，縱貫該國北部。